# Westouter
Westouter is een dorp in de Belgische provincie West-Vlaanderen en een deelgemeente van de gemeente Heuvelland, het was een zelfstandige gemeente tot aan de gemeentelijke herindeling van 1977. Westouter is gelegen in de Westhoek, tegen de Franse grens.

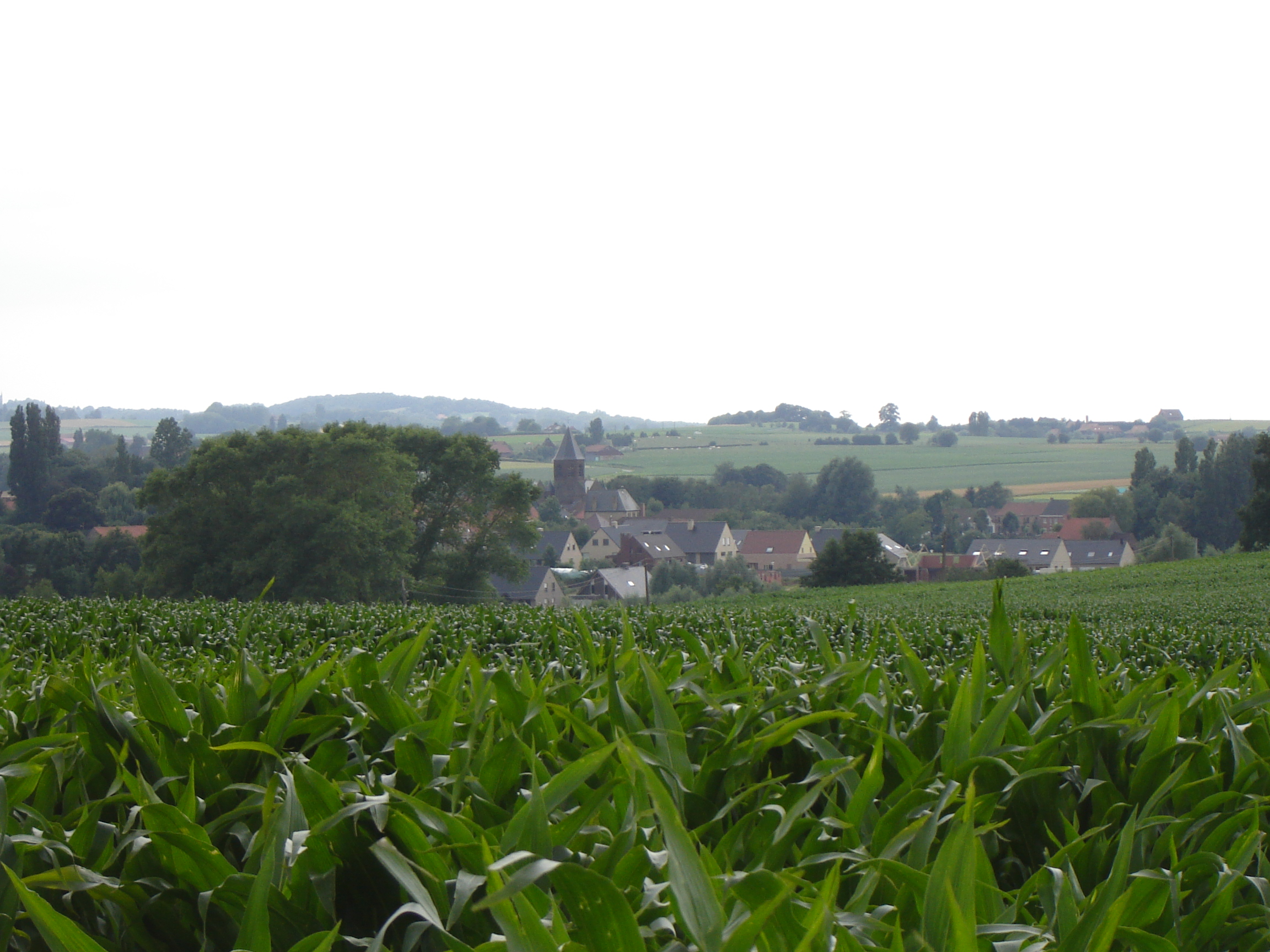
Uitzicht op Westouter

## Geschiedenis
Westouter werd voor het eerst vermeld in 1089 als Wistaltare (Altaar naar het westen gericht). Op het grondgebied van Westouter werden voorwerpen uit het neolithicum aangetroffen.
In 1069 werd Westouter een zelfstandige parochie, waarvan het patronaatsrecht toekwam aan het kapittel van Terwaan. Op het grondgebied lagen drie heerlijkheden, waarvan de heerlijkheid Westouter onder de Kasselrij Belle viel. In 1678 werd dit gebied onderdeel van Frankrijk en in 1781 kwam het weer bij de Oostenrijkse Nederlanden.
Tijdens de Eerste Wereldoorlog bleef het dorp in geallieerde handen, maar het werd wel verwoest door beschietingen, waarna herbouw volgde. Toch viel er reeds in het woelige begin van de oorlog een eerste slachtoffer. Servaas Dauchy, veld- en boswachter, werd op 5 oktober 1914 tegen het hek rond het kerkhof waar nu het monument voor de gesneuvelden staat, geëxecuteerd door verkennende Duitse Ulanen. Hoewel hij in burger was, werd zijn dienstrevolver bij hem gevonden, wat voldoende bleek om hem ter plaatse te fusilleren. Op 6 september 1944 werd het dorp bevrijd van de Duitse bezetting tijdens de Tweede Wereldoorlog. De Poolse bevrijders werden geëerd met de bouw van een kapel op het dorpsplein, gewijd aan de Zwarte Madonna van Częstochowa.

## Demografische ontwikkeling
In 1990 telde Westouter 1498 inwoners. Dat aantal is sindsdien met 14 % gedaald tot 1285 in 2022.
- Bronnen:NIS, Opm:1831 tot en met 1970=volkstellingen; 1976 = inwoneraantal op 31 december

## Bezienswaardigheden

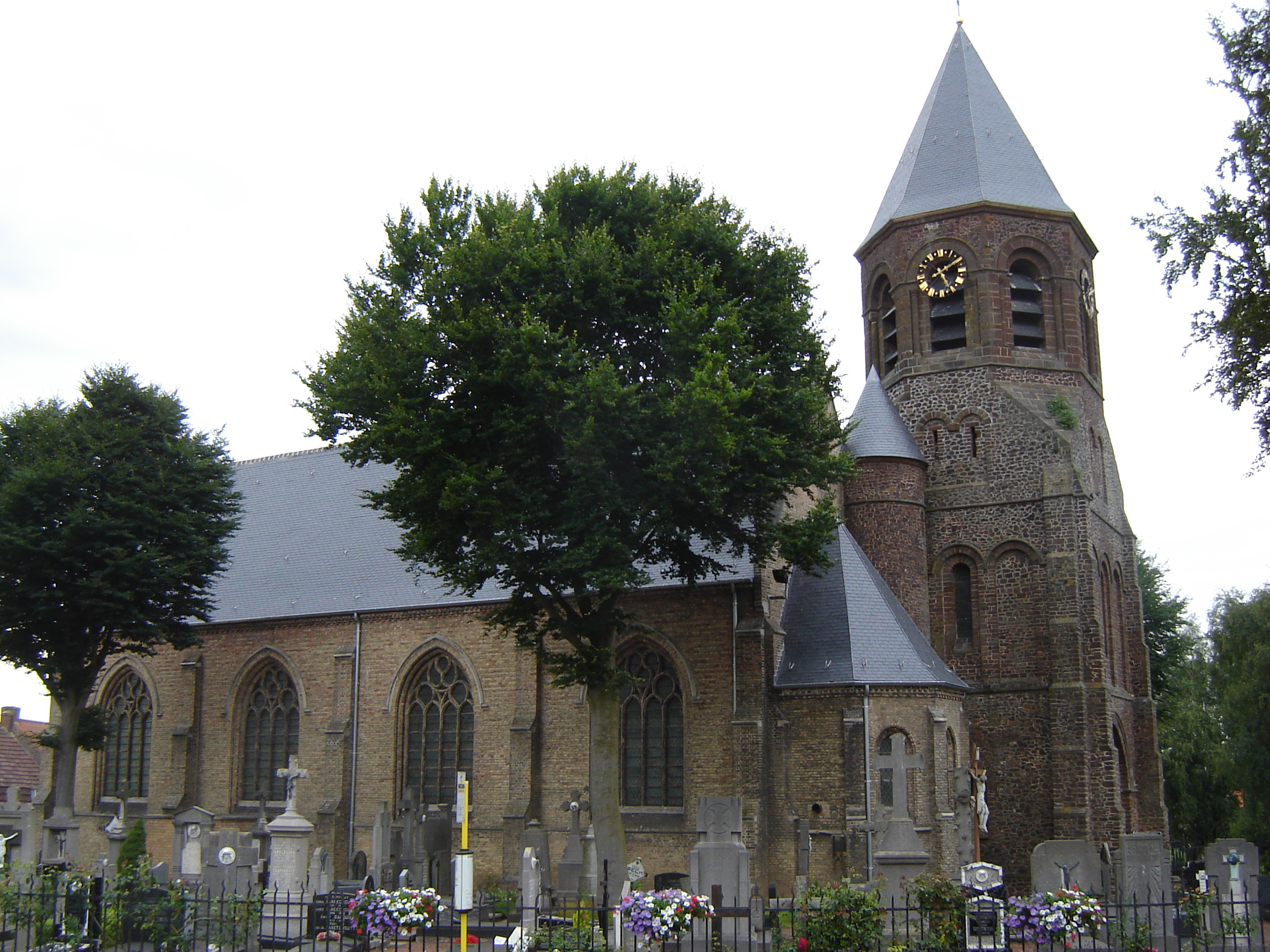
Sint-Eligiuskerk

- De Sint-Eligiuskerk. De voormalige driebeukige hallenkerk met middentoren werd zwaar beschadigd door brand in 1794 (Franse invasie). Herstellingen in 1805-07. De kerk werd grotendeels vernield tijdens de Eerste Wereldoorlog. Enkel de romaanse kerktoren bleef over. De rest van de kerk werd in het begin van de jaren '20 van de 20e eeuw in neogotische stijl herbouwd als driebeukige hallenkerk met oostertoren; gele baksteenbouw. Houten spitstongewelven met trekbalken.
- Op 20 juni 2015 werd in de Hellegatstraat de Gedachtenistuin geopend. In de tuin koppelt de Heuvellandse Elfnovembergroep een dertigtal vluchtelingenverhalen aan andere oorlogen, tot vandaag toe. Vluchtroutes worden getoond en een gedicht van de toenmalige Dichter des Vaderlands Charles Ducal die dat ook voorlas tijdens de opening. De gedachte dat de 1300 inwoners van Westouter tijdens de Eerste Wereldoorlog 2947 vluchtelingen opvingen is reeds een verstillende gedachte in de vredevolle tuin.
- Er liggen twee begraafplaatsen uit de Eerste Wereldoorlog in het dorp, namelijk:
  - Westouter Churchyard and Extension
  - Westoutre British Cemetery
- De Lijstermolen op de Rodeberg werd in 1960 als verantwoord cultuur-historisch relict geplaatst. Alle windmolens in de streek werden tijdens de Eerste Wereldoorlog vernield en niet meer heropgebouwd. De Lijstermolen stond voor hij hier werd geplaatst in het Beernemse gehucht Lijsterhoek.[1]
- In 2024 wordt de 75ste verjaardag van de KSA-hemen in de Schomminkelstraat gevierd. Monsalvaet was voor duizenden jongeren een mooie kampplaats. Regelmatig stoppen wandelaars voor de gebouwen om even in hun herinneringen te duiken. En het stopt niet: het hele jaar door worden er door jeugdbewegingen, culturele groepen of gezinsgroepen allerhande verblijven gepland.
- Eveneens te bezoeken zijn verschillende wijndomeinen die in Westouter en het hele Heuvelland wortel hebben geschoten. Het grootste domein in het dorp, en een pionier, is Entre-Deux-Monts tussen de Rodeberg en de Zwarteberg. Daarnaast zijn er het wijndomein Vidaigne en het wijndomein Heerlyckheyt Roonen Bergh.

## Natuur en landschap
Westouter ligt in Zandlemig Vlaanderen en het West-Vlaams Heuvelland. De hoogte varieert tussen 35 en 143 meter. De belangrijkste heuvels zijn Rodeberg met het Hellegat, Zwarteberg, Scherpenberg en Vidaigneberg (met natuurgebied Broekelzen). De enige kabelbaan van Vlaanderen, de stoeltjeslift Cordoba, verbindt de Vidaigneberg en de Rodeberg. Op de hellingen van de heuvels ontspringen diverse bronnen, met beken als de Franse Beek, de Sulferbergbeek, en de Pandoenebeek.
Westouter ligt ook aan de Belgisch-Franse grens. De Douvebeek vormt over enige afstand de grensrivier.

## Verenigingsleven en cultuur
- Flor Barbry's Volkstoneel voor Frans-Vlaanderen

- Jeugdclub n’ Westouterik

- KSA Westouter

## Trivia
- De stoeltjeslift Cordoba speelde een rol in de televisieserie 'Eigen kweek' en het programma 'Taboe' van Philippe Geubels er opnames maakten, waarmee
- Van 1934 tot 2005 was op de Rodeberg het hotel-vakantiecentrum-zwembad de Kosmos. Na het faillissement bleef uiteindelijk alleen de ruïne van het beschermde torengebouw. Ook daar werden nog opnames voor 'Eigen kweek' gemaakt. Het zwembad maakte plaats voor een speelweide en amfitheater en sluit aan bij het natuurgebied van de Rodeberg. Het hotel op de Rodeberg stond ook model voor het populaire radiofeuilleton 't Koekoeksnest op radio 2 in de jaren 90. In 2023 werd bekendgemaakt dat de nieuwe eigenaar, met subsidie van de Vlaamse overheid, het iconische gebouw daadwerkelijk zou gaan renoveren. Gestart wordt met het hoofdgebouw dat opnieuw hotel, café en restaurant zal worden. De werken zouden lopen tot in 2034.

## Evenementen
- Westouter is het toneel van het theater-zomerfestival Spots op West, een organisatie van Opendoek Amateurtheater Vlaanderen.
- Op de laatste maandag van augustus wordt de Belcanto Classic gereden met zanger Guido Belcanto op kop.

## Bekende personen uit Westouter
- Georges Lucien Declercq (1921-1981), priester en auteur
- Piet Hardeman (1943-2023}, leraar en natuurbeschermer
- Tim De Graeve (1978-2022), zanger en gitarist
- Fries Deschilder (1992), voetballer

## Nabijgelegen kernen
Reningelst, Loker, Sint-Janskappel, Boeschepe, Poperinge (stad)